# 23775 Okudaira
23775 Okudaira este un asteroid din centura principală de asteroizi.

## Descriere
23775 Okudaira este un asteroid din centura principală de asteroizi. A fost descoperit pe 2 august 1998 la Stația Anderson Mesa în cadrul programului LONEOS. Asteroidul prezintă o orbită caracterizată de o semiaxă mare de 2,65 ua, o excentricitate de 0,19 și o înclinație de 15,5° în raport cu ecliptica.